# 日本鐵路車站

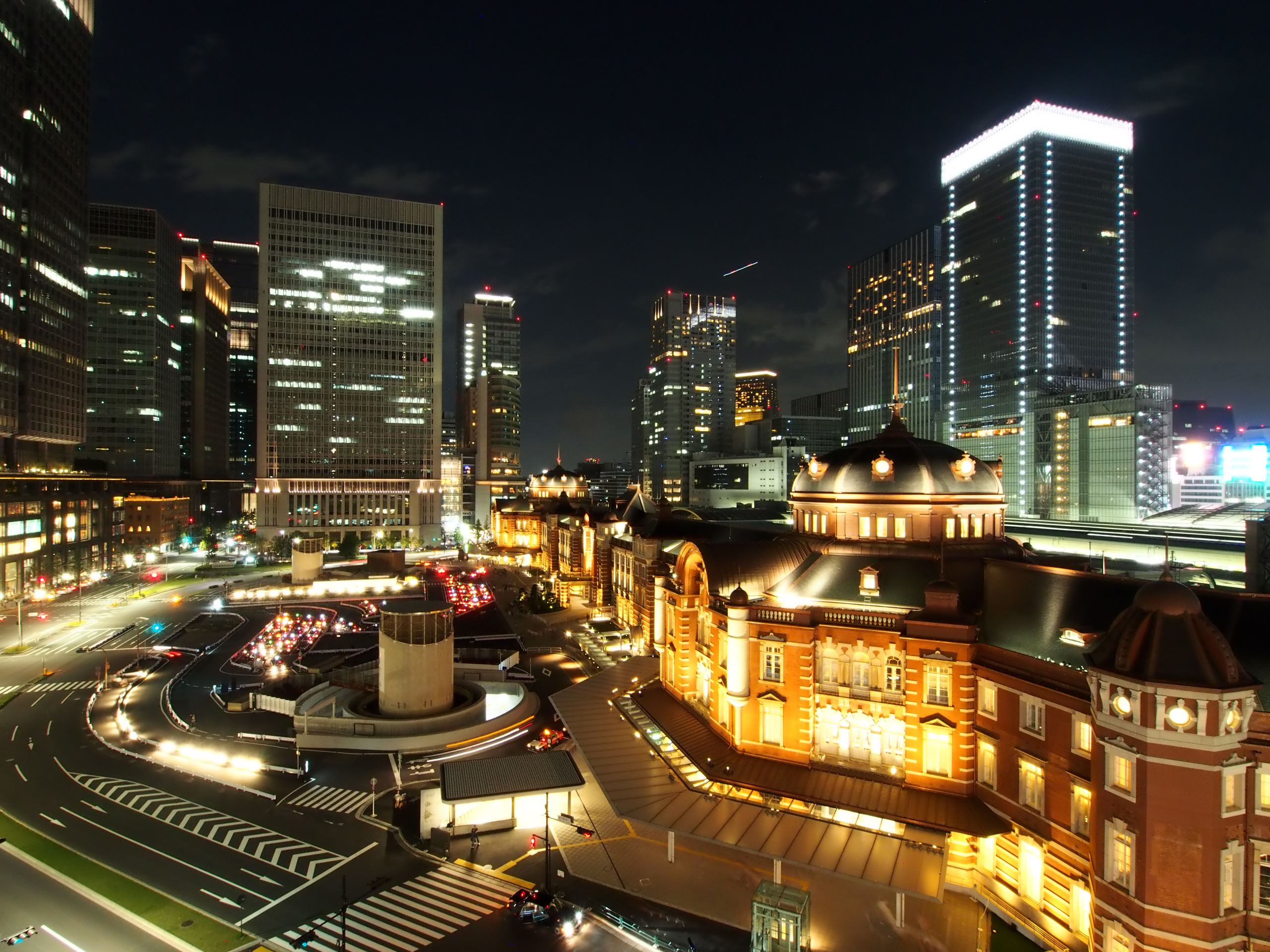
是日本全國鐵路車站之首，也是全國鐵路路線里程標示的原點所在地

日本的鐵路車站（日语：／ tetsudō eki），包括JR系列、私鐵、第三部門鐵道等業者類型的鐵路車站。除了一般與其他國家鐵路車站雷同的硬體設施佈局之外，由於日本國內獨特的鐵路發展歷史，因此也有許多當地專有的車站配置與分類。

## 日本鐵路車站分類

### 依服務對象
在日本，鐵路車站會根據主要運送的對象，而分為一般車站、客運車站與貨運車站三類：

#### 一般車站
在日本，一般車站（日语：一般駅），又稱為普通車站，是指同時具有客運與貨運機能的車站。日本自明治時代開始發展鐵路運輸，當時所開辦的車站多為客貨並營的一般車站，但明治中期之後因貨運需求增加，一些大城市裡面的終點站開始出現客運與貨運分離的處理方式（知名的例子如大阪與梅田貨運站）。1970年代之後，因公路運輸的興起鐵路貨運逐漸沒落，因此越來越多一般車站裁撤了貨運相關的業務，而轉為單純的客運車站。

#### 客運車站
客運車站（日语：旅客駅）就是指一般專營客運業務的鐵路車站，佔今日日本鐵路車站的絕大多數。

#### 貨運車站

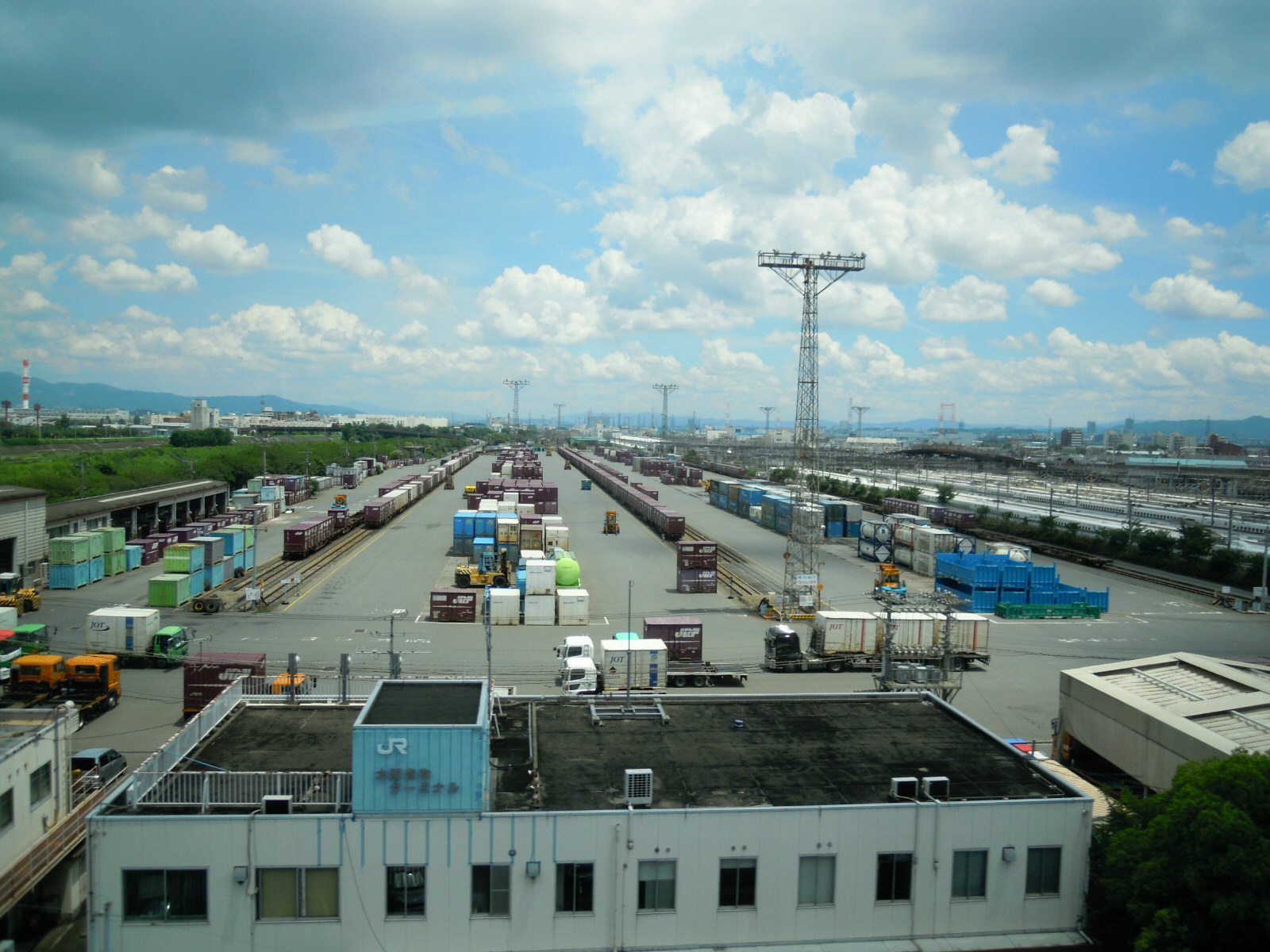
大阪貨物總站內的貨櫃裝卸專用月台

貨運車站（日语：貨物駅）是指專門用於貨物的裝卸、完全沒有經營客運業務的鐵路車站。在日本，被作為貨物集散據點的貨運車站經常會特別使用「貨物總站」（貨物ターミナル駅）的命名方式。除此之外，在JR貨物旗下還有一種雖然具有貨運車站名義，但實際上並沒有貨運列車會停靠的線外貨運站（オフレールステーション，常縮寫為ORS），ORS一般只作為收發貨的集散用途，再利用公路運輸將貨物送至有貨運列車停靠的貨運車站，進行實際的裝卸工作。

### 依站員配置

#### 有人車站
有人車站（日语：有人駅）顧名思義就是有站務員配置的鐵路車站。但是，依照營運型態與配置的站員之身份，尚可分為下述幾類車站：

##### 直營車站
直營車站（日语：直営駅）是由經營該路線的鐵路公司直接指派公司員工派駐，但根據車站規模，派駐的員工職級有可能不同。大型的車站除了站長與普通站員之外，也常配置副站長（副駅長）、助役（工作執掌與調車長近似的中階主管）、係長（JR西日本所使用的職稱）等不同位階的管理人員。

##### 業務委託車站
業務委託車站（日语：業務委託駅）是指除了運務相關職務之外，將站務全委託由專業經營公司負責的鐵路車站。這些經營車站的專業公司多數都與鐵路公司有關係，有時是鐵路公司為了經營站務而另立的全資子公司，有時是與其他單位的合資企業。業務委託車站的站員有時會直接穿著鐵路公司的制服，有時則有自己公司專屬的制服，但對於利用車站的旅客來說業務委託車站與直營車站並沒有太明顯的差異。

##### 簡易委託車站
簡易委託車站（日语：簡易委託駅）是指鐵路公司將車站的售票業務委託給當地地方政府（自治體）、農協乃至於車站前的商店或個人之場合，在鐵路公司的分類上屬無人車站的一類。此類的委託方式售票窗口可能仍位於站內，但也有直接在站外的商店或機關單位售票的情形。一些由地方政府或農協代為經營的簡易委託車站，站務人員除了單純的售票業務之外也同時負責檢票、補票之類的工作，因此運作上與直營或業務委託車站差異不大，但如果是由商店或個人承攬的簡易委託，則此類工作通常都是由隨車的車掌來執行，車站本身的架構與無人車站較為接近。
雖然並不常見到，但也存在少數鐵路公司將車站站務委託給地方自治體之後，地方自治體又將相關業務委託給專業經營公司負責的雙重委託案例，如北陸本線上的高月車站，就是由JR西日本簡易委託給所在地方自治體長濱市之後，又轉委託給JR西日本交通服務。

#### 無人車站
泛指所有沒有配置站務員的鐵路車站。此處的「人」指的是人員的配置，而非實際上有無乘客利用之意。

### 依車站權限

#### 管理車站
管理車站（日语：管理駅）的站長除了本身駐守的車站之管理外，也同時需負責管理所屬範圍之內的被管理車站。對於實際管理權責範圍，各家鐵路公司政策不同，例如JR九州旗下的管理車站站長除了車站站務之外，也同時需負責範圍之內路線、號誌等硬體設備的整備管理。在日本國鐵分割民營化之後，為降低營運及人事成本，全國各地出現越來越多的無人車站，也連帶使得管理車站與管理車站站長的編制增加。

#### 被管理車站
由管理車站的站長負責管轄的車站，此類車站有多種形式，有可能是鐵路公司的直營車站，但更常見到業務委託、簡易委託乃至於無人車站的例子。若為鐵路公司直屬的直營車站，通常有像是副站長、助役等級的主管駐守，直接向管理車站的站長負責。
派遣車站（日语：派遣駅）是被管理車站中的一種特例，此種車站雖然看似有站員駐守，但駐守的站員通常是由站長指派管理車站的站員進駐，派遣車站本身並未配置站員。另外，也有些無人車站會在尖峰時間上下車旅客人數較多時，由管理車站派駐人員負責檢票、補票之類的工作，稱為「臨時派遣車站」。

### 依營運狀態

#### 常設車站
常設車站（日语：常設駅）是指一般終年皆有營運的車站。

#### 臨時車站
臨時車站（日语：臨時駅）有幾種常見的型態：
- 只在特定季節營運或配合特定活動而臨時開設的車站[11][12]。
- 為了測試乘客的利用率，而限期營運的新設車站。此類車站在預設的營運期結束後可能被升級成一般的常設車站，但也可能因為接受率不如預期而裁撤[11][10]。
- 因為短期的活動或其他原因而開辦，在開設時就已經確定未來將會裁撤的限期新設車站[11][13]。
- 因為特殊的原因（例如鐵路線進行施工，或原本配合開辦的鄰近設施已停業而失去客源）而由常設車站降級成臨時車站。有些降級的臨時車站實際上是經年完全沒有任何列車停靠的，此類的臨時車站又常被概稱為「休止車站」或「通年休止車站」[11]。

#### 休止車站
休止車站（日语：休止駅）是指已經沒有列車停靠，但在名義上並未自鐵路公司車站名冊中除名的鐵路車站，有時也稱為「通年休止車站」。鐵路公司保留此類車站常見的原因是希望能在正式裁撤之前，進行最後的評估以瞭解未來是否還有再開發利用的機會，但因為偏鄉地區人口凋零與公路運輸的替代等因素，休止車站很少能逃脫被裁撤的命運。另，由於已無列車停靠且通常位於人口稀少的地方，此類車站也常被歸類為「秘境車站」之列。

#### 廢站
因各種不同原因而停止營運並自鐵路公司車站名單中除名的車站。有些車站在廢止之後，包括站房、月台之類的硬體設施也會一併拆除，但也有保留硬體設施轉作他用，或單純不做任何處置只是封存或任其荒廢的情況。

## 所屬線
JR（舊國鐵）所有鐵路車站都隸屬於某條路線，稱「所屬線」。即使是擁有多條線路聚集的車站也一樣只有一條所屬線。基本上車站的所屬線是設站時的路線，也因此有可能出現相鄰兩站分屬不同所屬線的情況。

## 使用人次
車站的使用人次一般是指通過剪票口的人次，JR只算進站的「乘車人次」，其他業者多採用進出站合計的「上下車人次」。
由於該數字會計算直通運轉的乘客人次，同時不考慮同業者路線相互轉乘的人次，因此該數字與實際在現場感受的車站人潮並不一定一致。